# Zofia (Film)
Zofia ist ein deutsches Stummfilm-Kriegsdrama aus dem Jahr 1915 mit Hedda Vernon in der Titelrolle.

## Handlung
Die zur Drehzeit bereits 25-jährige Hedda Vernon verkörpert in dieser zu Beginn des Ersten Weltkriegs an der Ostfront spielenden Geschichte eine vierzehnjährige Grafentochter, die Titelheldin Zofia. Ihr Vater, der Schlossherr, verlässt das gräfliche Anwesen, kurz bevor der Feind mit seinen Truppen dort einfällt. Da auch die Dienerschaft Hals über Kopf flieht, ist plötzlich Zofia mutterseelenallein in dem Schloss. Erste Feindberührung bekommt die Kleine, als ein schwer verwundeter Soldat sich in das Gebäude schleppt und Zofia um einen letzten Gefallen bittet, ehe er sterben müsse.
Er zeigt ihr ein Foto, auf dem eine Rot-Kreuz-Schwester zu sehen ist. Der Sterbende möchte, dass sich Zofia zu dieser Krankenschwester im gegnerischen Lazarettlager aufmacht, und ihr von ihm letzte Grüße bestellt. Sie zögert zunächst, dem Feind diesen Gefallen zu erweisen, doch dann sieht sie ein, dass im Angesicht des Todes der Hass auf den Feind unchristlich wäre. Und so begibt sie sich, ihr eigenes Leben aufs Spiel setzend, kreuz und quer durch feindliche wie freundliche Linien zu dem Lager, um  ihren Auftrag zu erfüllen.

## Produktionsnotizen
Zofia, auch geführt unter dem Langtitel Zofia – Kriegs-Irrfahrten eines Kindes, entstand im ersten Kriegswinter 1914/15 im Eiko-Film-Atelier in Berlin-Marienfelde. Das Drama passierte die Filmzensur im März 1915 und wurde am 1. Juli 1915 in Berlins Tauentzienpalast uraufgeführt. In Österreich-Ungarn konnte man den Streifen am 23. Juli 1915 erstmals sehen. Der Dreiakter hatte eine Länge von 1150 Metern.
Paul Hartmann gab hier wahrscheinlich sein Filmdebüt.

## Kritik
„Im Mittelpunkt dieses Dramas steht Hedda Vernon in der Rolle eines vierzehnjährigen Mädchens. Die anmutige, wirklich meisterhafte Art mit der sich die Künstlerin ihrer Rolle entledigt, gibt dem Filmbilde eine eigenartige Marke und läßt den Beschauer bis zum Ende den Vorgängen der Handlung bis zum Ende mit Interesse folgen.“